# Thecagaster mzymtae
Thecagaster mzymtae – gatunek ważki z rodziny szklarnikowatych (Cordulegastridae). Występuje w Gruzji i północno-wschodniej Turcji – w południowo-zachodniej części Kaukazu i w Górach Pontyjskich.